# Château de la Vère
Le château de la Vère est un château situé sur la commune de Larroque, dans le Tarn (France). Il tient son nom de la rivière Vère, qu'il surplombe.

## Situation
Le château est situé en plein cœur du Gaillacois sur les circuits des Bastides, proche de l'ancienne forêt royale de Grésigne.

## Historique

### Origine
Le château de la Vère a sans doute des origines anciennes. Quant au bâtiment actuel, il date de la fin du XVIIe siècle et du XVIIIe siècle. Il sert de pavillon de chasse et appartient avant la Révolution à monsieur Bonavenc ou Bonnavenq (nom occitan francisé en Bonevie), notaire royal, secrétaire du marquis de Tauriac, et avocat au Parlement de Toulouse.

### La famille Tholozany
La riche fille du commanditaire, Françoise, épouse en 1777 Nicolas de Tholozany, issu d'une famille piémontaise de Carmagnole installée dans le comté de Castres au XVIe siècle. Cette venue s'explique par la nomination de Léonard de Tholozany comme trésorier du comté par le roi Henri II.
Les descendants du couple s'établissent ensuite au château. Leur petit-fils Léonard épouse Almodie de Martin de Vivies. Le couple ayant des difficultés à procréer, ils font le vœu de faire consacrer une statue de la Vierge placée dans une grotte de la falaise de Larroque, et d'organiser un pèlerinage annuel. Ce pèlerinage aura lieu plus d'un siècle durant, les deux époux ayant eu deux enfants, Antoine et Guillaume (? - 1920).
Le château de la Vère reste dans la descendance de ce dernier, qui épouse Marie d’Auxihon, et a quatre filles : Mairie (1881-1972), Françoise (1886-1964), Jeanne (1894-1980) et Madeleine (1896-1991). Elles ne se marient pas et occupent la propriété, dont elles ne peuvent réellement s'occuper. La bâtisse, lentement dégradée et laissée au pillage, est surnommé château des sœurs Tholozany. Finalement, dans les années 1990, Jean-Pierre Cavalade rachète l'édifice, le restaure et y installe des chambres d'hôtes.

## Architecture
Le château de la Vère se trouve au centre d'un parc de 15 hectares, avec un jardin à la française inspiré par Le Nôtre, un pigeonnier, une orangerie et un écurie. Il comprenait auparavant un domaine conséquent sur les paroisses communales de Saint-Nazaire-de-Larroque, et de Saint-Martin-d’Urbens, avec diverses fermes, terres et bois.
Il s'organise selon un plan en L. La façade principale s'élève sur deux étages (en comprenant le rez-de-chaussée), et se découpe en neuf travées. Elle présente un léger avant-corps sur trois travées, surmonté d'un fronton triangulaire. L'aile en retour est plus élevée, et est construite en deux temps, entre les XVIIIe et XIXe siècles. La demeure compte 23 pièces, avec 11 chambres, plusieurs salons et salles à manger et un grand séjour.